# Předivka ovocná
Předivka ovocná (Yponomeuta padella) je motýl z čeledi předivkovitých. Rozpětí křídel má 19 až 22 milimetrů. Vzhledově je velmi podobná ostatním druhům předivek, nejjednodušší rozlišení je tak podle stromu, na němž se živí.
Housenky žijí na trnkách, hlozích a slivoních. Dospělci létají v červenci a srpnu, jsou přitahováni světlem.

## Galerie

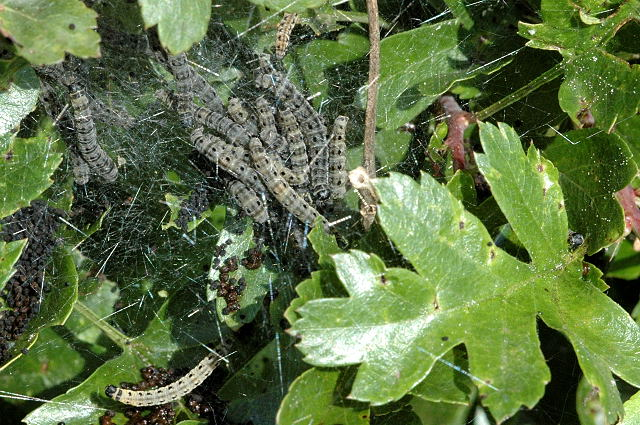
Housenky
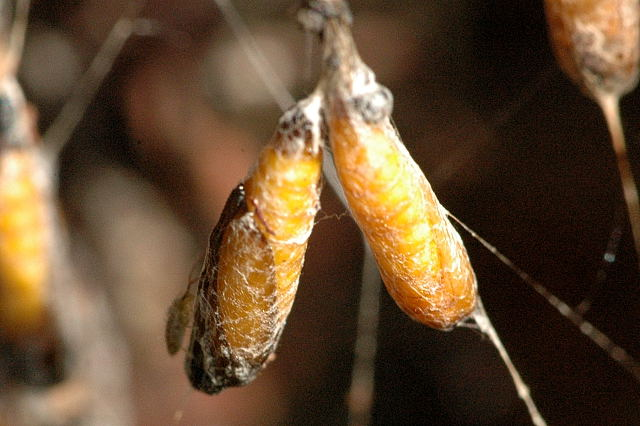
Kukla
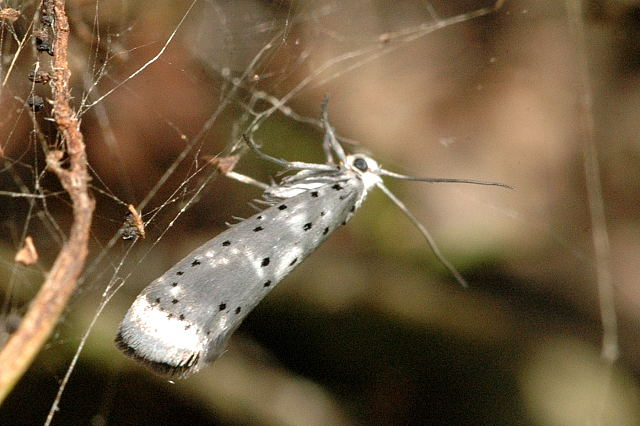
Dospělá předivka